# روبرتو لئونی
روبرتو لئونی (ایتالیایی: Roberto Leoni) کارگردان فیلم، فیلم‌نامه‌نویس، پدیدآور و نویسنده اهل ایتالیا است.
از فیلم‌هایی که وی در آن‌ها نقش داشته‌است، می‌توان به مستأجر طبقه بالا، یک پارچه جواهر، قصه‌های ممنوعه… دربارهٔ برهنگی، قطار سریع‌السیر کازابلانکا، دام، خون مقدس، چگونه از دست زن خلاص شده، یک معشوقه پیدا کنیم، کالیفرنیا و حادثه سان فرانسیسکو اشاره نمود.